# Поточни рак
Поточни рак или рак камењар (Austropotamobius torrentium) је животињска врста класе ракова (Crustacea) која припада реду Decapoda.

## Распрострањење
Ареал поточног рака обухвата већи број држава.
Присутна је у следећим државама: Русија, Немачка, Србија, Мађарска, Румунија, Босна и Херцеговина, Бугарска, Македонија, Словачка, Словенија, Чешка, Хрватска и Аустрија.

## Станиште
Станиште врсте су слатководна подручја.

## Угроженост
Поточни рак се сматра рањивим у погледу угрожености врсте од изумирања.